# バルガ (スペイン)
バルガ（Valga）は、スペイン・ガリシア州ポンテベドラ県のムニシピオ（基礎自治体）。コマルカ・デ・カルダスに属する。ガリシア統計局によると、2012年の人口は6,072人（2010年：6,127人、2009年：6,120人、2008年6,096人、2006年：6,116人）である。住民呼称はvalgués/-esa。
ガリシア語話者の自治体人口に占める割合は98.17%（2001年）。

## 地理
バルガはポンテベドラ県の北部に位置し、コマルカ・デ・カルダスに属する。隣接する自治体は、北から西がウジャ川をはさんでア・コルーニャ県のドドロ、北がポンテセスーレス、東がア・エストラーダとクンティス、南がカルダス・デ・レイス、南西がカトイラである。自治体中心地区はバルガ教区のポンテ・バルガ地区。
バルガはウジャ川の下流左岸に位置し、高速道路AP-9号線が通り、鉄道ア・コルーニャ-ビーゴ線、ア・コルーニャとポンテベドラを結ぶN-550号線、フィステーラとトゥイを結ぶC-550号線などが通っている。
北部はウジャ川の支流であるロウロ川とバルガ川が並行して流れている、ウジャ川の谷にあり、南にはシアブレ山（フォンテベチャ峰:352m）とシェステイラス山（ロンバ峰:352m、サルゲイラ峰:365m、ゴルグジョン峰:221m）が位置する。交通網はこれら2つの山の間の低地を通っている。
気候は温暖で、年平均気温は13°Cで、降水量は多く、年1,700mm程である。
バルガはカルダス・デ・レイス司法管轄区に属す。

### 人口
住民は5の教区の58の地区（集落）に居住する。
| バルガの人口推移 1900－2010                             |
|                                                         |
| 出典:INE（スペイン国立統計局）1900年 - 1991年、1996年 - |

## 歴史
中世を通じてバルガの地は、サンティアゴ・デ・コンポステーラ大司教の所領で、コルデイロとパドロンに分かれていた。スペイン独立戦争期の1809年4月27日に、カサル・ド・エリーショにおいて戦闘が起きている。パブロ・モリージョとコンチャ神父によって率いられた義勇軍はネイ将軍の軍をセスーレス（オ・バルコ・デ・バルデオーラス内の教区）まで退却させている。ノサ・セニョーラ・ダ・サウーデ礼拝堂はそれを記念して建てられたとされている。
1926年ポンテセスーレス教区は単独で自治体へ移行するためバルガより分離した。

## 政治
自治体首長はガリシア国民党（PPdeG）のホセ・マリーア・ベージョ・マネイロ（José María Bello Maneiro）、自治体評議員は、ガリシア国民党：10、ガリシア社会党（PSdeG-PSOE）：2、ガリシア民族主義ブロック（BNG）：1となっている（2007年の自治体選挙の結果、得票順）。

## 教区
バルガは5の教区に分けられる。太字は自治体中心地区のある教区。
- カンパーニャ（サンタ・クリスティーナ）
- コルデイロ（サンタ・コンバ）
- セテコーロス（サン・サルバドール）
- バルガ（サン・ミゲル）
- シャンサ（サンタ・マリーア）

## 出身者
- アグスティーナ・オテーロ・イグレシアス（1868 - 1965）- 女優、ダンサー